# Kanalski most Briare
Kanalski most Briare v osrednji Franciji vodi Canal latéral à la Loire (del Canal de Briare) čez reko Loaro na poti do Sene. Nadomestil je nivojski prehod od prekopa do kanala Briare, ki je bil nevaren v času poplav. Med letoma 1896 in 2003 je bil najdaljši plovni akvadukt na svetu, vse do odprtja Magdeburškega kanalskega mostu.

## Zgodovina
Leta 1642 je Canal de Briare, takrat znan kot Canal Henri IV. ali Canal de Loyre en Seine, začel obratovati in leta 1723 so sistem razširili s Canalom du Loing. Tako je nastala plovna vodna pot, ki je povezala Saint-Mammès ob Seni z Briarejem ob Loari.
Ker zgornji tok Loare zaradi neenakomernega vodostaja ni predstavljal težav za ladijski promet, so med letoma 1827 in 1838 zgradili stranski kanal, ki je potekal vzporedno z reko. Canal latéral à la Loire predstavlja tudi povezavo s Canal du Center. Plovila po celinskih plovnih poteh lahko potujejo po štirih zaporednih kanalih od Rokavskega preliva preko Pariza in Lyona do Sredozemskega morja.
Prečkanje Loare, katere gladina je bila podvržena močnim nihanjem, je ostalo problematično pet kilometrov gorvodno od Briareja. Med Châtillon-sur-Loire in Ousson-sur-Loire so ladje uporabljale en kilometer dolg kanal, izkopan v rečno strugo. Leta 1881 so bili prvi predlogi za prečkanje reke z mostom, kot je most preko kanala Le Guétin, ki so ga odprli leta 1838. Vendar pa bi opečni most te vrste med visoko vodo deloval kot zaporni jez. Leta 1886 so se zato odločili za izgradnjo jeklenega koritastega mostu na opečnih stebrih, pri čemer je bila izključena lokacija v višini prejšnjega prehoda reke. Namesto tega je bil kanal razširjen na levem bregu Loare do Saint-Firmin-sur-Loire in na drugi strani reke potekal jugovzhodno od Briareja, kjer je nastalo novo pristanišče.
Glavni inženir je bil Léonce-Abel Mazoyer, temelje in zidane stebre je zgradilo podjetje Gustave Eiffels. Za izvedbo kovinskih konstrukcij je bilo odgovorno inženirsko podjetje Daydé & Pillé. Most je bil prvič uporabljen 16. septembra 1896 in končno odprt za ladijski promet 1. oktobra 1897. Da ne bi vznemirjali lokalnega prebivalstva, ki je mostu sprva nasprotovalo, na otvoritvi 16. septembra ni bilo nobenega uradnega predstavnika.
Da bi ovirali napredovanje nemških vojakov v drugi svetovni vojni, so 17. junija 1940 razstrelili kanalski most v višini drugega stebra. Po popravilu so ga ponovno odprli 8. avgusta 1941.
Okoli sredine 20. stoletja so Pénichen čez most vlekli traktorji. Pont-Canal de Briare je od leta 1976 uvrščen na seznam spomenikov.

## Opis
Kanalski most Briare blizu Châtillon-sur-Loire je bil dolgo časa najdaljši jekleni kanalski most na svetu. Dolg je 662 metrov  in je svoj naziv najdaljšega kanalskega mostu izgubil zaradi Magdeburškega kanalskega mostu, ki prečka Labo in je dolg 918 metrov. Zasnovala sta ga inženirja Léonce-Abel Mazoyer in Charles Sigault. Zidane opornike in stebre je med letoma 1890 in 1896 dokončal Gustave Eiffel, jekleno konstrukcijo pa Daydé & Pillé iz Creila. Kanalski most je bil slovesno odprt 16. septembra 1896 s prečkanjem čolna Aristide, ki je pripadal Ernestu Guingampu. Omogočil je razvoj prometa do širine Freycinet med Loaro in Seno in je registriran zgodovinski spomenik v Franciji.
Most je zgrajen na štirinajstih stebrih. Ti stebri podpirajo en sam jekleni nosilec, ki podpira jekleni kanal, ki vsebuje več kot 13.000 ton vode, globok 2,2 metra in širok 6 metrov, kar omogoča prečkanje čolnom z ugrezom 1,8 m. Širina mostu, vključno z vlečnimi potmi, je 11,5 metrov, njegova dolžina pa 662,7 metrov. Na vsaki strani akvadukta je linija standardnih svetilk. Vsak konec je označen z dvema okrasnima stebroma v imitaciji Pont Alexandre III. v Parizu. Osem zapornic omogoča praznjenje akvadukta v primeru hude zmrzali.
- Pogled s Saint-Firmina na Briare ob nizkem vodostaju
- Péniche gre mimo južnega portala kanalskega mostu
- Odprta zapora in kandelaber na severnem portalu, v ozadju stari kanal
- Severni portal kanalskega mostu z zaprtimi zapornicami
- Pred severovzhodnim stebrom most prečka stari kanal
- Kanalski most Briare medtem ko je izpraznjen

## Drugo branje
- Hadfield, Charles (1986). World Canals (First izd.). David & Charles. ISBN 0-7153-8555-0.
- McKnight, Hugh (2005). Cruising French Waterways (4th izd.). Adlard Coles Nautical. ISBN 0-7136-6638-2.